# Épidémie de chikungunya à La Réunion
Cet article traite de l'épidémie de 2005-2006. Pour la maladie, voir l'article chikungunya.
Une épidémie de chikungunya touche La Réunion entre le début de l'année 2005 et le milieu de l'année 2006, touchant près de 40 % de la population. Apparu en juillet 2004 aux Comores, le chikungunya est une maladie virale transmise par les espèces de moustiques du genre Aedes (ou « moustiques-tigres »).
Dans le cas réunionnais, le vecteur principal est l'espèce Aedes albopictus, au contraire des cas historiques recensés jusqu'ici, qui étaient dû à Aedes aegypti.
De février 2005, premier cas recensé, à avril 2006, l'épidémie touche 244 000 personnes et cause 203 décès.

## Déclenchement
Le premier cas enregistré à La Réunion date du 22 février 2005. Dominique Vian, le préfet alors en fonction, estime que la maladie est bénigne et que l'hiver austral aura raison du moustique vecteur de transmission de celle-ci. Mais 4 500 personnes ont été contaminées fin novembre. Elles sont plus de 6 000 fin décembre, ce qui représente déjà le quart des arrêts de travail enregistrés sur l'île et même 36 % dans la région de Saint-Pierre.
Le 8 janvier 2006, le bilan s'élève à 7 122 cas, un nombre qui augmente jusqu'à atteindre 10 383 cas officiels pour 50 000 officieux le 19 janvier. On atteint ensuite 30 000 cas le 27 janvier d'après les estimations de l'Institut de veille sanitaire. Le décompte officiel avait commencé en février 2005.
Le 24 janvier 2006, la DRASS confirma la mort de six personnes induite par le chikungunya.
À noter que cette épidémie a été causée par un variant du virus classique appelé « CHIKV », ce variant était muté, avec un réarrangement de son génome, caractérisé par le changement d'un seul amino-acide de sa chaîne protéique. Cette transformation lui a semble-t-il permis de mieux coloniser Aedes albopictus et de se répandre plus efficacement qu'à travers son hôte originel, Aedes aegypti.

## Traitement dans les médias

### Décembre 2005
Le 28 décembre, deux communiqués sont publiés. L'un émane de la DRASS et confirme ce que tout le monde redoutait : l'épidémie ne cesse de progresser puisqu'au 25 décembre, ce sont 6 273 personnes qui ont été infectées. L'autre est un communiqué conjoint émanant du ministère de la Santé et du ministère de l'Outre-mer. Les deux communiqués reconnaissent l'importance de l'épidémie.
Destiné tant aux agences de presse de métropole qu'aux opinions publiques de l'Outre-mer, le communiqué de Xavier Bertrand et François Baroin décrit les traits principaux de la maladie et souligne l'ampleur des difficultés rencontrées par les collectivités réunionnaises dans la lutte contre l'expansion du virus : « La lutte contre la maladie passe par la prévention de la prolifération des moustiques, c'est-à-dire par la réduction de toutes les sources possibles de gîtes larvaires que constituent les eaux stagnantes ou tout récipient susceptible de retenir les eaux de pluie. »
L'insistance des deux ministres sur la nécessité d'éliminer toutes les sources possibles de gîtes larvaires conforte toutes celles et ceux, médecins, acteurs de terrain, victimes du chikungunya, qui sont persuadés que l'ampleur des actions à entreprendre pour répondre aux préconisations des deux ministres ne sont pas possibles avec les moyens dont disposent actuellement les collectivités locales.
La question que chacun se pose désormais est celle-ci : quand donc va-t-on doter La Réunion des moyens permettant à ses responsables, maires, conseillers régionaux et généraux d'agir efficacement ? Les chiffres officiels, même s'ils apparaissent toujours minorés par rapport à la réalité, sont en constante, rapide et forte augmentation. Il y a donc urgence car, quelles qu'aient pu être les actions entreprises, elles ont été quasiment exclusivement à la charge des communes.

### Janvier 2006
À Saint-Louis, le sous-préfet Olivier Magnaval et le maire Cyril Hamilcaro déclarent : « Le virus a été pris à la légère. Qu'a fait l'État pour éviter l'épidémie ? » Le sous-préfet ajoute que « le virus a été détecté pour la première fois en mars 2005. »
L'assemblée rétorque via un habitant de Plateau-Goyaves, Henri Rougemont, que les premiers cas ont été détectés un an auparavant. En 2004, plusieurs cas de dengue ont en effet été traités au Port. « Mais notre action avait permis d'enrayer rapidement l'épidémie » soutient Olivier Magnaval.
« Ce qu'il faut, c'est nettoyer les espaces verts. Lutter contre les gîtes larvaires et les eaux stagnantes » assure Olivier Magnaval qui ne convainc pas l'assemblée. Un habitant de la Rivière Saint-Louis s'énerve : « Venez avec nous à la Rivière Saint-Louis. Nous sommes infestés de moustiques. S'il y a 6 000 cas déclarés à La Réunion, alors il y en a 7 000 à la Rivière ! »
Jusque-là absent des débats, Cyril Hamilcaro décide de monter au créneau. : « Au lieu de s'interroger sur les responsabilités, la question essentielle est de savoir comment parer à ce phénomène dans les semaines qui viennent. Nous ne pouvons pas traiter chaque foyer. Imaginez un peu, il y en a 16 000 à Saint-Louis et 240 000 dans le département. »
Pendant la troisième semaine de janvier, l'épidémie explose. Au début du mois, il y a cinq cents cas par semaine, et sept cents à la mi-janvier.
Au Port, ils sont plusieurs centaines à participer à une grande réunion d'information sur le chikungunya. À l'initiative de la Région, un millier d'emplois verts vont se joindre à la lutte contre l'épidémie. Une lutte dans laquelle le Département souhaite s'engager davantage, mais le service de prophylaxie qui lui est transféré est une « coquille vide ». Nassimah Dindar, présidente du Conseil général, s'est dite prête à engager un millier de personnes si l'État s'implique davantage. Au CTR, à la CCI et à la Chambres des métiers, on se mobilise pour faire face à l'impact économique de l'épidémie. En France, l'IGAS a publié son rapport. Une mission de cette institution s'est rendue dans l'île en décembre 2005. Elle arrive aux mêmes conclusions que les personnes et les médias réunionnais qui se sont impliqués dans la lutte.
À l'Assemblée nationale, Huguette Bello a demandé la création d'une commission d'enquête parlementaire sur le chikungunya, demande cosignée par Christophe Payet et René-Paul Victoria. À Paris, l'Association des médecins urgentistes de France qui, en 2003, avait été la première à dénoncer l'hécatombe de la canicule estime qu'il est « urgent » d’agir contre l'épidémie à La Réunion et demande l'envoi de renforts.

### Février 2006
Au 19 février, les derniers chiffres de l'InVS font état de 130 000 cas de personnes contaminées, incluant des formes asymptomatiques, des formes plus ou moins graves et 77 décès imputables directement ou indirectement à l'épidémie de chikungunya. La population locale, aidée par le gouvernement, fait face à la crise sur tous les fronts : sanitaire, politique, sociale, économique, écologique...

### Mars 2006
Selon le ministre de la Santé, Xavier Bertrand, on recense, au 3 mars 2006, 186 000 cas de la maladie et 93 décès directs ou indirects.
Le 8 mars 2006, Lee Jong-wook, directeur général de l'OMS, en déplacement à Maurice, estime que les médias exagèrent face à l'épidémie de chikungunya de La Réunion et souligne que cette maladie est rarement mortelle. « Je pense que c'est exagéré. La situation est moins alarmante que celle qui est dépeinte dans les médias. Si c'était un véritable problème, nous nous rendrions au chevet des malades dans les hôpitaux où nous verrions des gens en train de mourir. »

### Août-septembre 2006
Une estimation du nombre de personnes atteintes est faite par une enquête de séroprévalence (CIC-INSERM) réalisée en août et septembre 2006. Elle consiste à rechercher les anticorps fabriqués contre un agent infectieux donné, par une personne. C'est la seule façon d'estimer assez précisément l'importance d'une épidémie passée. Une telle enquête consiste à prélever un tout petit peu de sang et à l'analyser en laboratoire. Elle se fait en général après le passage de l'épidémie ou lors d'une accalmie.
Un échantillon de 2 442 personnes a été sondé parmi lesquelles 38,25 % se sont avérées positives pour les IgG anti chikungunya. Cela signifie que 300 000 personnes ont eu le chikungunya, sur une population de 775 000 personnes. Le pourcentage de formes asymptomatiques est de 6 % : ce qui signifie que 46 500 personnes ont eu le chikungunya sans le savoir, c’est-à-dire sans présenter de fièvre, douleurs articulaires, etc. La plupart des maladies infectieuses ont des patients asymptomatiques, c'est-à-dire sans les signes de la maladie. Ce sont des patients qui soit se défendent mieux contre le virus, soit sont atteints par un virus moins agressif. En tout cas, ces personnes fabriquent des anticorps qui sont détectés dans le sang.
Le pourcentage de faux positifs est de 6 % également : ce qui signifie que 46 500 personnes disent avoir eu le chik, mais en réalité ne l'ont pas eu ! Soit elles n'ont rien eu et se sont convaincues de l'avoir eu par sympathie ou par mimétisme, soit elles ont eu une autre infection virale ou bactérienne, ou bien des rhumatismes…
La répartition par sexe montre 38,74 % de positifs pour les femmes et 37,74 % pour les hommes. Cela veut dire en gros qu'autant de femmes que d'hommes ont eu le chikungunya. La répartition par âge montre une augmentation avec l'âge jusqu'à 79 ans, puis une décroissance. Cela signifie que plus on est âgé, plus on est susceptible d'être affecté par le  chikungunya. La raison n'en est pas connue.
Par zone géographique, 30 % de séropositivité au Nord, 38 % au Sud, 41 % à l'Ouest et enfin 48 % à l'Est. L'Est a été le plus atteint et le Nord le moins atteint.

## Extension de l'épidémie
L'épidémie a eu lieu en deux vagues. Au cours de la première vague, de mars à novembre 2005, environ 5 000 personnes ont été infectées au total. En revanche, au cours de la deuxième vague à partir de décembre 2005, plus de 200 000 personnes ont été infectées en cinq mois.
La raison de cette explosion peut en partie être expliquée par la biologie de l'évolution. En effet, les génotypes de virus de chikungunya circulant au cours de la première vague étaient un peu différents de ceux circulant pendant la deuxième vague. Plus précisément, ils différaient par une mutation en position 226 de glycoprotéine E1 où une valine a remplacé une alanine. Ce simple changement d'acide aminé modifie les propriétés du virus en le rendant plus apte à être transmis par le moustique vecteur Aedes albopictus. Ce dernier, aussi appelé moustique tigre, est particulièrement attiré par l'homme. Autrement dit, entre la première et la deuxième vague de l'épidémie a eu lieu un processus d'évolution virale qui a fait que le chikungunya a été transmis non seulement par son vecteur classique (le moustique Aedes aegypti) mais aussi par le moustique tigre, expliquant en partie l'explosion de l'épidémie. Ceci représente un des cas les mieux décrits de sauvetage évolutif, c'est-à-dire une situation ou l'évolution biologique permet à une population (ici le chikungunya) d'échapper à l'extinction.

## État des lieux politique

### Novembre 2005
La sénatrice Gélita Hoarau interpelle Xavier Bertrand, ministre de la santé en séance publique, le 10 novembre. Elle évoque les cas d'encéphalite, parle « d'une véritable catastrophe sanitaire qui, d'ores et déjà, fait des ravages » et aborde le sujet du décalage entre les chiffres officiels (4 000 cas) et la réalité constatés sur le terrain (20 000 cas).

### Décembre 2005
Xavier Bertrand, ministre de la Santé et des Solidarités, et François Baroin, ministre de l’Outre-mer, diligentent une mission d'expertise technique commune de l'Institut de veille sanitaire, de l'Agence française de sécurité sanitaire de l'environnement et du travail (AFSSET) et de l'Institut de recherche pour le développement. La mission est coordonnée par un membre de l'Inspection générale des affaires sociales. Elle procède la 3e semaine de décembre à une évaluation approfondie de la situation sur place : prévisions épidémiologiques, possibilités d’éradication, évaluation des moyens et des méthodes de lutte anti-vectorielle mis en œuvre. Elle analyse aussi les éventuelles mesures complémentaires qui s'avéreraient utiles afin de remettre son rapport à fin janvier 2006.
Le 30 décembre 2005, le gouvernement signe le decret 2005-1763 de la loi no 2004-809 (article 72) qui transfère les services de la lutte antivectorielle aux départements.

### Janvier 2006
Huguette Bello interpelle le gouvernement dès la reprise des travaux parlementaires le mardi 17 janvier 2006. Dans sa réponse, le ministre délégué à la Sécurité sociale, aux personnes âgées aux personnes handicapées et de la famille, Philippe Bas annonce que ce sont 600 000 euros qui sont disponibles à la DRASS et « que les personnels d'encadrement du service de lutte anti-vectorielle seront renforcés avant la fin du mois. » Il ajoute que les moyens de l'armée ont été mobilisés pour venir en aide aux équipes d'intervention sur le terrain.

### Février 2006
Le Premier ministre Dominique de Villepin se rend sur place, dans l'île. Il assure « la solidarité nationale » face à la crise et annonce des aides pour le département.

## État des lieux par région
Selon le compte-rendu de l'Observatoire régional de la santé de La Réunion, il y a eu entre, le 22 février et le 13 décembre 2005, « 5 524 cas renseignés » se répartissant ainsi : 
| Région | Communes correspondantes                                                                           | Nombre de cas | Pourcentage de la population |
| ------ | -------------------------------------------------------------------------------------------------- | ------------- | ---------------------------- |
| Nord   | Saint-Denis, Sainte-Marie, Le Port, La Possession, Sainte-Suzanne                                  | 2625          | 48                           |
| Sud    | Cilaos, Entre-Deux, Petite-Île, Saint-Joseph, Saint-Philippe, Saint-Louis, Saint-Pierre, Le Tampon | 1715          | 31                           |
| Ouest  | Saint-Paul, Les Avirons, Saint-Leu, L'Étang-Salé, Trois-Bassins                                    | 965           | 17                           |
| Est    | Saint-Benoît, Bras-Panon, La Plaine-des-Palmistes, Saint-André, Sainte-Rose, Salazie               | 219           | 4                            |

## Les formes graves détectées à La Réunion
En janvier 2006, la surveillance de la maladie à La Réunion a permis de détecter, parmi l’ensemble des cas recensés depuis le début de l’épidémie, vingt formes graves (treize nouveau-nés et sept adultes) ayant conduit à une hospitalisation dans un service de réanimation. Parmi les treize nouveau-nés, neuf ont présenté des tableaux de méningoencéphalite. La transmission materno-fœtale est probable pour dix de ces treize nouveau-nés, alors que pour les trois autres cas, une contamination par piqûre de moustiques est très vraisemblable. Les analyses de confirmation de ces formes graves sont réalisées au Centre national de référence des arbovirus (CNR) en métropole. Les autres cas mentionnés sont encore en cours d’investigation. L’évolution a été favorable à ce jour pour l’ensemble de ces formes graves.

### Premier cas mortel
Le 13 janvier 2006, un enfant de dix ans ayant contracté la maladie est décédé vingt-quatre heures après avoir sombré dans le coma. Il s'agit du premier cas mortel recensé sur l'île de La Réunion.

### Bilan en avril 2006
Les chiffres officiels de surveillance de l'épidémie estiment le nombre de cas à 244 000, incluant 123 cas sévères et 41 cas de transmissions materno-néonatales, ainsi que 203 décès.

## Conséquences économiques

### Arrêts de travail
Dès la fin 2005, les arrêts de travail liés au chikungunya ont plus que quadruplé sur l’ensemble de l’île, passant de 5 à 22 %. C’est la ville de Saint-Pierre qui détient le record, avec 36 % d’arrêts de travail causés par le virus véhiculé par les moustiques. Suit l’Est, où le pourcentage est de 24, puis au même niveau Saint-Paul et Saint-Denis (12 %). Ces indications sont issues du travail de recensement entamé, le 21 novembre 2005, à l’initiative du Dr Lagacherie, médecin conseil pour la CGSS (Caisse générale de la Sécurité sociale). L'évaluation du phénomène fut obtenue de manière approximative mais permet d'avoir une tendance en progression. Sur 779 arrêts de travail collectés le 21 novembre 2005, 41 présentaient le motif du chikungunya. On en a dénombré plus tard 165 sur 756 au service médical, lors d'une opération hebdomadaire de recensement.
En concentrant leurs efforts sur les deux premiers jours de la semaine, qui enregistrent le plus d’arrêts de travail, le service médical de la sécurité sociale fait état au 21 novembre 2005 de 779 arrêts de travail dont 41 dus au chikungunya, soit 5,2 % des arrêts. Comptabilisant les arrêts de travail des lundi et mardi de cette semaine, au 11 janvier, le docteur Lagacherie fait état de 756 arrêts de travail, dont 165 dus au chikungunya, soit 21 % des arrêts.

## Risques connexes
La détection n'est pas effectuée sur les dons de sang. Si le donneur de sang a été contaminé ou pense être contaminé, il doit le faire savoir à l'entretien médical pré-don. Si tel est le cas, le donneur ne peut pas et ne doit pas donner son sang, pour éviter qu'un malade receveur de ce sang soit contaminé par le virus après la transfusion du produit.

## Décalage entre les chiffres officiels et les estimations officieuses
D'autant que « tout donne à penser que ce chiffre de 7 600 n'augmentera que très lentement pour les autorités » ajoutent les praticiens qui précisent que « la rupture de stock de réactifs pour les analyses de sang, conjuguée avec la consigne donnée aux médecins de ne plus prescrire de prélèvements contribueront à garder un flou confortable sur les chiffres officiels. » Dans un courrier du 26 décembre, la DRASS demande de limiter au maximum les analyses de sang permettant d'identifier le chikungunya.

## Moyens de lutte et de préventions
Plusieurs moyens sont possibles et des conseils ont été donnés par divers média : 
- brûler de la toile de jute servant aux marchandises ;
- brûler des spirales ;
- éviter les insecticides (risque de résistance du moustique) ;
- faire attention aux moustiques aux abords des jardins, au lever et au coucher du soleil ;
- porter des vêtements clairs et longs ;
- utiliser des sprays répulsifs ;
- ne pas laisser de l'eau sale dans les vases.

### Les serpentins
Les serpentins, ou spirales à brûler, constituent l’exemple le mieux connu des vaporisateurs d’insecticides, dont le principe actif est généralement un pyréthrinoïde de synthèse. Ils peuvent être utilisés sous une véranda ou dans une pièce aérée et protègent normalement pendant six à huit heures. On peut trouver ces serpentins dans les supermarchés, les pharmacies ou les épiceries de quartier.

### Les diffuseurs électriques
Ils protègent une chambre pendant plusieurs nuits (8 à 10 heures par nuit) en diffusant régulièrement un insecticide (alléthrine ou pyréthroïde). Néanmoins, pour la chambre des jeunes enfants, il est conseillé de ne pas en faire une utilisation prolongée. Il existe un dispositif plus élaboré, tout aussi efficace : la plaquette insecticide diffusante, qui libère l’insecticide par évaporation lorsqu’elle est placée sur une grille chauffée électriquement. Les plaquettes contiennent généralement un indicateur coloré qui s’évapore au même rythme que l’insecticide.

### Bombes insecticides
Les bombes insecticides permettent d’abattre efficacement et immédiatement les insectes. Elles contiennent une formulation insecticide et un gaz propulseur qui la diffuse sous forme d’aérosol. Elles offrent une protection de très courte durée, juste quelques minutes après leur pulvérisation mais elles sont utiles, par exemple, avant d’entrer dans une pièce, ou avant d’aller dormir pour tuer tout insecte ayant pu pénétrer dans la pièce pendant la journée. Elles complètent donc l’action rémanente des diffuseurs d’insecticides électriques. Cependant, elles sont souvent toxiques et donc contre-indiquées, surtout pour une utilisation dans une pièce non aérée comme une chambre.

### Crèmes, laits et gels
Les crèmes, laits et gels sont aussi efficaces que les sprays, voire plus, à condition de contenir comme principe actif de l'EHD à une concentration importante, du DEET ou du DMP. Ces produits s’appliquent sur la peau de préférence une heure avant le coucher du soleil puis au moment d’entrer dans son lit.

### La moustiquaire
Les toiles moustiquaires constituent la solution idéale pour se protéger, qu’elles soient ou non imprégnées d’insecticide. On en trouve au mètre ou prêt à poser, dans les boutiques de tissus et les pharmacies. La dimension des mailles et la résistance du matériau sont des points importants : les mailles doivent être inférieures à 1,5 mm. Appliquées aux portes et fenêtres ou placées autour du lit, c’est l’idéal pour protéger les jeunes enfants et les femmes enceintes qui ne peuvent pas toujours utiliser les autres mesures de prévention contre le chikungunya. Pour un maximum de protection, il faut s'assurer que la moustiquaire ne soit pas déchirée ou trouée.

### La vaccination
Il n'existe pas de vaccin commercialisé. L'INSERM a entrepris la requalification aux normes européennes d'un vaccin développé par l'Institut de recherche de l'Armée américaine. Une commercialisation n'est pas attendue avant 2012,.

### Hygiène
Les autorités ont conseillé d'enlever ou renverser tout ce qui peut contenir de l’eau : les vieux pneus, les barils, etc. L'entretien des maisons, des jardins et en particulier des plans d'eau permet de limiter la prolifération du moustique. Le Docteur Gaüzère, membre de la Cellule nationale de recherche sur la dengue et le chikungunya, a indiqué à « Témoignages » que l'œuf résistait au dessèchement : une moustiquaire sur les réservoirs d'eau limite la présence de l'insecte. Les détritus et les poubelles ne doivent pas rester à l'air libre.
Une opération de mobilisation sociale contre le moustique appelée Kass'Moustik a été organisée à la fin octobre 2006. La DRASS, les associations et les médias de La Réunion ont participé à la mobilisation sociale. Une deuxième opération Kass'Moustik sera organisée en février 2007.

## Moustiques
Douze espèces de moustiques sont actuellement recensées sur l'île de La Réunion dont deux espèces* sont endémiques :
- Aedes
  - Aedes aegypti
  - Aedes albopictus
  - Aedes dufouri*
  - Aedes fowleri
- Anopheles
  - Anopheles coustani
  - Anopheles arabiensis

- Culex
  - Culex insignis
  - Culex quinquefasciatus
  - Culex tritaeniorhynchus
  - Culex neavei

- Lutzia
  - Lutzia tigripes

- Orthopodomyia
  - Orthopodomyia reunionensis*